# La vendetta di una pazza
La vendetta di una pazza è un film del 1951, diretto da Pino Mercanti, tratto dall'omonimo romanzo di Carolina Invernizio.

## Trama
Dopo il suicidio del suo amante, ingiustamente accusato di omicidio, una ragazza di buona famiglia accetta di sposarsi perché incinta.
Dopo aver dato alla luce una bambina, viene ricoverata in una clinica perché impazzita mentre il marito trova subito un'amante.
Nel corso degli anni l'uomo dilapida il patrimonio della moglie e tenta in tutti i modi di appropriarsi anche di quello della figlia tramite il matrimonio combinato con il suo socio in affari. La donna, nel frattempo guarita, torna a casa e scopre che il marito è il vero responsabile del delitto del quale era stato accusato il fidanzato e i suoi problemi finanziari.
I due uomini cercano di uccidere madre e figlia ma l'innamorato di quest'ultima le trae in salvo e mentre il socio viene arrestato il marito viene colpito a morte.

## Produzione
Il film è ascrivibile al filone dei melodrammi sentimentali, comunemente detto strappalacrime, allora molto in voga tra il pubblico italiano (in seguito ribattezzato dalla critica con il termine neorealismo d'appendice).
Fu prodotto da Fortunato Misiano per la Romana Film, ed è stato girato all'interno degli Stabilimenti Titanus della Farnesina a Roma.

## Distribuzione
Il film fu distribuito nel circuito cinematografico italiano a partire dal 25 novembre del 1951.

## Incassi
Incasso accertato a tutto il 31 marzo 1959: 177.079.353 lire dell'epoca.